# 伯颜子中
伯颜子中（1327年？—1379年），字子中，南昌进贤人。西域人后裔，元朝末年、明朝初年文学家、政治家。
伯颜子中的祖先为西域人（可归为色目人类），其祖父任官至江南，于是定居进贤。自幼热爱汉文典籍，师事江西学者夏溥、毛元庆等，研习儒学，且喜读兵书。曾参加科举考试，然五次皆落榜。曾任南昌东湖书院山长，改建昌路（今南城县）儒学教授。为人至孝尽友道，培养其弟和堂弟考取举人。至正十二年（1352年），被起用为赣州路都事。后升为赣州总管府经历、行省参知政事、分省都事，参加镇压元末民变。后在福建兵败于廖永忠，被廖释放。元亡后仍不肯降明，隐姓埋名浪迹江湖，洪武三年（1370年），回到进贤，以经商为生。多次拒绝明太祖朱元璋，誓死不出仕。洪武十二年（1379年），朱元璋再派江西布政使沈立本请其出仕，他即悲痛地写下七章绝命诗，服毒而死。其诗作出色，善用诗歌抒写思想情感。其诗“有唐正音”，以诗鸣志。时人称其诗“时寓其忠愤于词翰之间”。著《子中集》，诗作大多佚亡，只留很少作品，收入《元诗选》。  